# Inscripties van Girnar
De inscripties van Girnar zijn enkele rotsinscripties van Asoka (268-232 v.Chr.), van Rudradaman I (130-150 n.Chr.) en een van Skandagupta (ca. 455-467 n.Chr.). De rots bevindt zich aan de voet van het gebergte Girnar, niet ver van Junagadh in Gujarat, India.
De inscripties van Asoka uit 257 v.Chr. zijn alle van de veertien grote rotsedicten.
De inscriptie van Rudradaman I uit ca. 150 n.Chr. verhaalt over de bouw van een irrigatiereservoir bekend als het Sudarshana-meer, begonnen in de tijd van Chandragupta Maurya (321-297 v.Chr.) door rashtriya (gouverneur) Pushyagupta en voltooid ten tijde van Asoka onder de Yavana (Griek) Tushapa, en de reparatie van de dam in de 2e eeuw n.Chr.
De inscriptie van Skandagupta uit ca. 457 beschrijft hoe in het eerste jaar van zijn heerschappij de oevers van het meer beschadigd raakten in het jaar 136 van de Guptajaartelling (455-6) door overvloedige regen. Gouverneur Parnadatta van Saurashtra en zijn zoon Chakrapalita repareerden de dam daarna. Daarmee beschrijft de rots bijna acht eeuwen van de geschiedenis van het meer.